# Pākehā
Pākehā (deutsch und englisch auch: Pakeha) ist die Bezeichnung der Māori für die ersten europäischen Siedler Neuseelands. Der ursprünglich aus der maorischen Sprache stammende Begriff ist heute fester Bestandteil des neuseeländischen Englisch und in Neuseeland nach wie vor gebräuchlich, wird aber unterschiedlich interpretiert. Je nach Standpunkt sind damit die Neuseeländer mit ausschließlich britischen Vorfahren, mit überwiegend europäischen Vorfahren oder alle Nicht-Māori (beziehungsweise Nicht-Polynesier) gemeint.
Der Ursprung des Wortes ist nicht ganz geklärt. Am wahrscheinlichsten gilt die Herkunft von pākehakeha oder pakepakehā, beides Bezeichnungen für mystische, hellhäutige und seefahrende Wesen. Die Māori kannten vor Ankunft der Europäer keine Bezeichnung für sich; beide Begriffe sind erst beim Aufeinandertreffen der beiden Völker entstanden.
Neben diesen Herleitungen gibt es auch noch weitere, eher volksetymologische Erklärungen, nach denen der Begriff einen pejorativen Charakter hat. Auch wenn der Begriff mitunter von Māori in diesem Sinne verwendet und von Nicht-Māori so aufgefasst wird, gilt er allgemein doch als wertfrei.